# Mathieu Darnaud
Pour les articles homonymes, voir Darnaud.
Mathieu Darnaud, né le 11 juillet 1975 à Valence (Drôme), est un homme politique français. Il est sénateur de l'Ardèche depuis 2014, premier vice-président du Sénat de 2023 à 2024 et président du groupe Les Républicains depuis 2024.

## Biographie
Fils d’un avocat et d’une assistante sociale, il suit des études en urbanisme à l'Institut d'urbanisme de Grenoble et il obtient un DESS de management des politiques locales à l'Institut d'études politiques de Lyon en 1999.
L'engagement politique de Mathieu Darnaud commence en 1996, quand il rejoint le RPR. Il est le plus jeune candidat du RPR lors des élections régionales de 1998 dans la région Rhône-Alpes mais n'est pas élu,.
En 2001, il se présente aux élections municipales à Guilherand-Granges sur la liste du maire sortant, Henri-Jean Arnaud (ancien député). Élu conseiller municipal avec 55,2 % des voix, il devient adjoint au maire, chargé de la vie éducative.
Lors des élections législatives de 2002, il est élu suppléant de Gérard Weber dans la 2e circonscription de l'Ardèche.
Le 9 mars 2008, il est élu aux élections municipales maire de Guilherand-Granges au premier tour avec 62,07 % des voix.
En mars 2010, il est tête de liste départementale pour l'UMP lors des échéances régionales. Il est battu, n'obtenant que deux sièges pour son parti à la région Rhône-Alpes. 
En juin 2012, il est candidat aux élections législatives dans la 2e circonscription de l'Ardèche et recueille 46,65 % des voix au second tour face à Olivier Dussopt.
En novembre 2012, lors du congrès de l'UMP, il présente avec Franck Allisio et Virginie Duby-Muller la motion « Demain la Droite »,,,.
Lors des élections municipales de 2014 à Guilherand-Granges, il conduit la liste d'action municipale et il est réélu avec 80,35 % des voix au premier tour. Le 25 avril suivant, il est élu président de la communauté de communes Rhône-Crussol.
Le 28 septembre 2014, il est élu sénateur de l'Ardèche avec 50,41 % des voix au second tour (488 voix sur 968 exprimées). À la suite de son élection au Sénat, il démissionne du conseil régional où il est remplacé par Fabrice Brun.
Le 12 décembre 2014, Nicolas Sarkozy, élu président de l'UMP, le nomme secrétaire national de l'UMP aux jeunes et aux jeunes actifs. Le 4 juin 2015, il laisse la présidence de la communauté de communes Rhône-Crussol à Jacques Dubay, maire de Saint-Péray.
En novembre 2017, il est élu premier vice-président de la délégation sénatoriale aux collectivités territoriales et à la décentralisation, chargé de la simplification des normes.
Il parraine Laurent Wauquiez pour le congrès des Républicains de 2017, scrutin lors duquel ce dernier est élu le président du parti.
Il est réélu aux élections sénatoriales de 2020 et soutient Michel Barnier lors de la primaire interne pour l'élection présidentielle en 2021. En octobre 2023, il est élu premier vice-président du Sénat.
Le 1er octobre 2024, il est élu président du groupe Les Républicains au Sénat.

## Mandats

### Mandats en cours
- Conseiller municipal de Guilherand-Granges (depuis le 15 mars 2020)
- Sénateur de l'Ardèche (depuis le 1er octobre 2020)
- Premier vice-président du Sénat (depuis le 4 octobre 2023)
- Président du groupe Les Républicains au Sénat (depuis le 1er octobre 2024)

### Anciens mandats
- 11 mars 2001 - 9 mars 2008 : Adjoint au maire de Guilherand-Granges
- 19 juin 2002 - 17 juin 2007 : Député-suppléant de la 2e circonscription de l'Ardèche
- 16 mars 2008 - 29 septembre 2017 : Maire de Guilherand-Granges
- 21 mars 2010 - 5 octobre 2014 : Conseiller régional de Rhône-Alpes
- 25 avril 2014 - 5 juin 2015 : Président de la communauté de communes Rhône-Crussol
- 1er octobre 2014 - 1er octobre 2020 : Sénateur de l'Ardèche